# 拉弗龙特拉 (圣克鲁斯-德特内里费省)
拉弗龙特拉（西班牙語：La Frontera），是西班牙加那利群岛圣克鲁斯-德特内里费省耶罗岛上的一个市镇。总面积84平方公里，总人口4018人（2018年），人口密度48人/平方公里。2007年市镇的南半部被分离出成立新的埃尔皮纳尔-德埃尔耶罗市镇。

在耶罗岛上的位置

## 图集

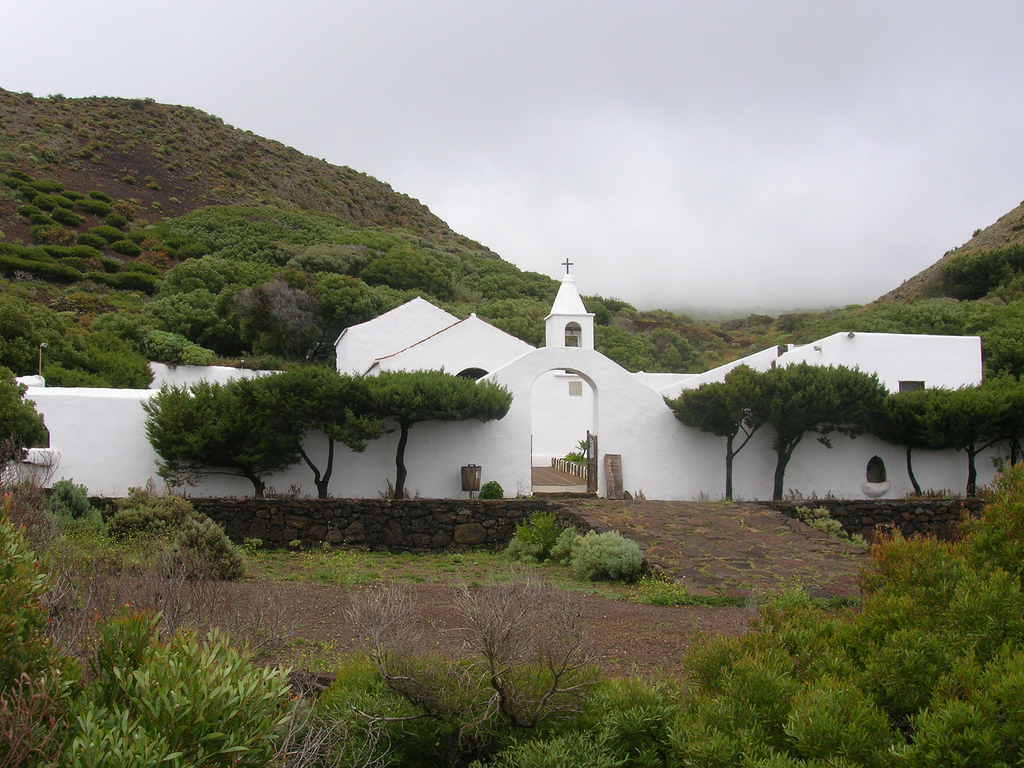
修道院（Ermita de la Virgen de los Reyes）
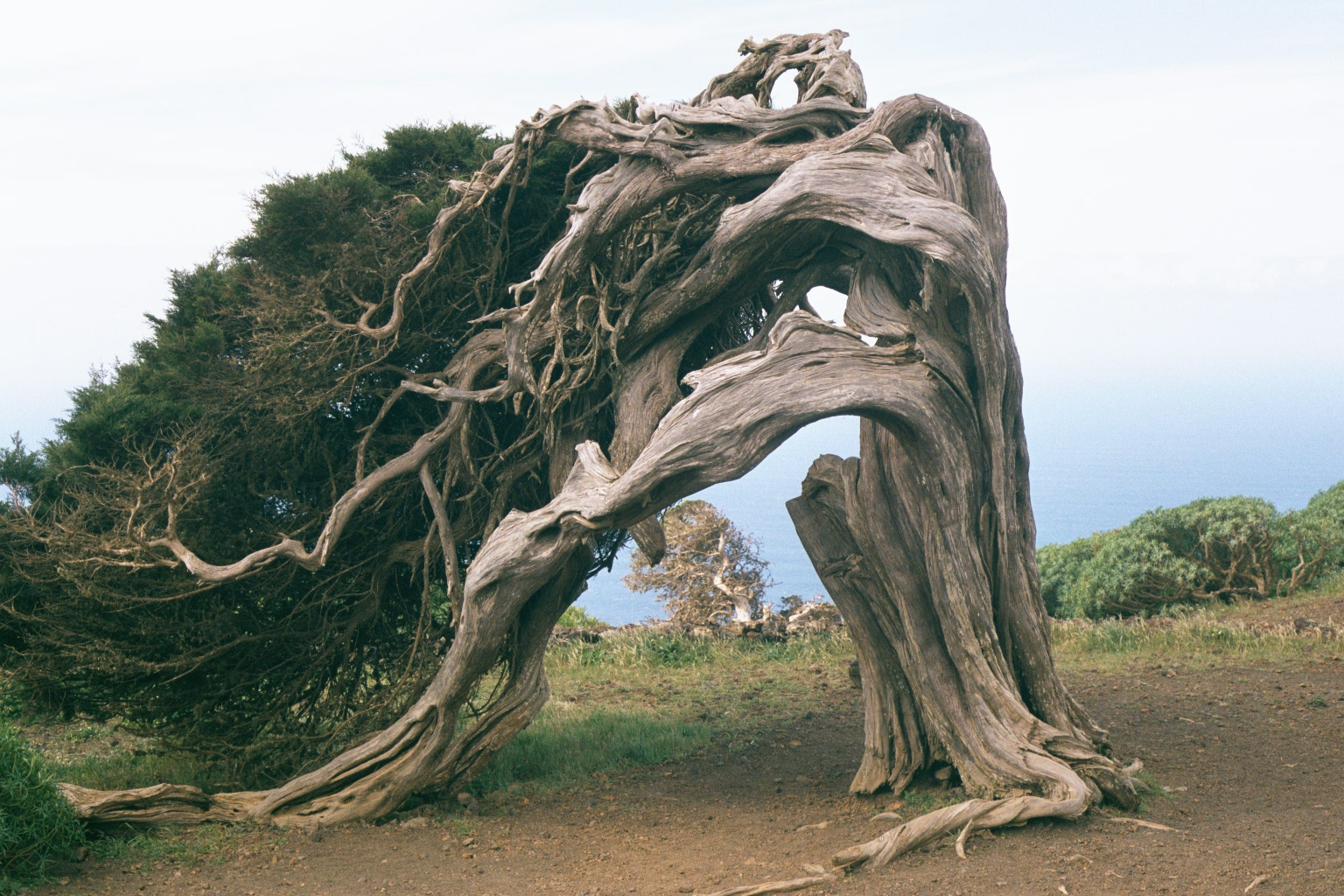
刺柏
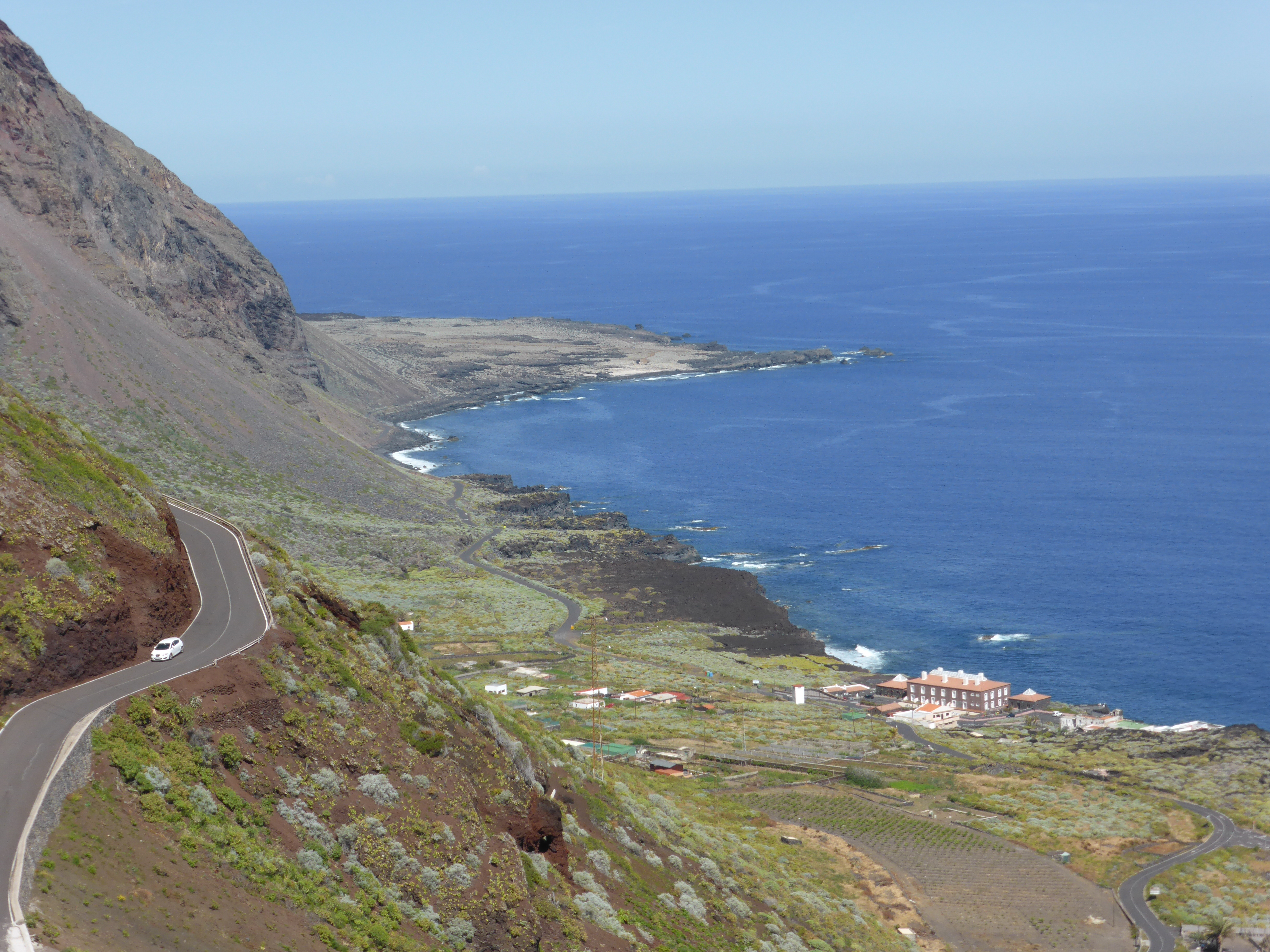
海岸